# Snowing
Snowing (Snowing?) è il settimo singolo della rock band visual kei giapponese Moran. È stato pubblicato l'8 febbraio 2012 dall'etichetta indie TOY'S FACTORY come seconda uscita di una miniserie di due singoli insieme al precedente L'Oiseau bleu.
Il singolo è stato stampato in due versioni entrambi in confezione jewel case: una special edition con DVD extra ed una normal edition con copertina modificata ed un brano in più.

## Tracce
Dopo il titolo è indicata fra parentesi "()" la grafia originale del titolo.
1. Snowing (Snowing?) - 5:35 (Hitomi - Sizna)
2. Akatsuki ni moyu (暁に燃ゆ?) - 3:40 (Hitomi - Sizna)
3. Cello suite (Cello suite?) - 3:56 (Hitomi - Soan)

### DVD
1. Snowing (Snowing?); videoclip
2. Spot televisivi per Snowing

## Formazione
- Hitomi - voce
- Sizna - chitarra
- Shingo - basso (supporto)
- Soan - batteria